# Charlotte Cooper
Charlotte Cooper (n. 22 septembrie 1870, Middlesex, Anglia, Regatul Unit al Marii Britanii și Irlandei – d. 10 octombrie 1966, Helensburgh, Scoția, Regatul Unit) a fost o jucătoare de tenis britanică, medaliată olimpică. A participat la o ediție a Jocurilor Olimpice (1900) în care a câștigat două medalii de aur.